# Fantasmagoriana
Fantasmagoriana, o Antología de historias de apariciones, espectros, espíritus, fantasmas, etc., traducida del alemán por un ficcionado, es una recopilación de cuentos de temas fantásticos, traducidas en 1812, según un libro alemán, por el geógrafo Jean-Baptiste Benoît Eyriès. Es este trabajo el que habría suscitado la creación de Frankenstein, por Mary Shelley, y de El Vampiro, por John Polidori, primeras manifestaciones de un género que luego se desarrollaría con fuerza.

## Das Gespensterbuch
Das Gespensterbuch, «el Libro de los fantasmas », es una serie de recopilaciones de novelas escritas por Friedrich August Schulze, bajo el pseudónimo de Friedrich Laun, y Johann August Apel. Entre 1811 y 1815, la editorial Goeschen, de Leipzig, publicó un total de cinco tomos, que contenían treinta novelas. En 1814 y 1816 apareció una nueva edición en Macklot, de Stuttgart.
En Dresde, Schulze se integra en un grupo en el que se encuentran Caspar David Friedrich, Karl August Böttiger, Ludwig Tieck y Heinrich von Kleist. Mientras toman el té, hablan de poesía, y abordan diferentes temas, incluidos el espiritismo y la quiromancia. Schulze publica Abendzeitung, el periódico de esta hermandad del «Té de los Poetas» (Dichter-Tee), donde publica sus primeras historias. Apel, por su parte, se da a conocer por la publicación de leyendas antiguas y cuentos. Trabajan juntos en la publicación del Gespensterbuch, aprovechando leyendas basadas en los fantasmas y lo sobrenatural, hasta tratando, a su manera, cuentos de hadas franceses.
La primera de estas novelas, Der Freischütz (« El franco tirador»), inspirará la famosa ópera de Carl Maria von Weber.

### El primerGespensterbuch
No se debe confundir la serie de recopilaciones de Laun y von Apel con otra que lleva el mismo nombre pero es muy anterior. Se trata de Von Gespänsten («De los fantasmas»), publicado en 1569 por Ludwig Lavater (1527-1586), un teólogo reformista de Zúrich, autor de numerosas obras. El título completo es Schrifftmäßiger Bericht von Gespenstern, Nachtgeistern, mancherley wundersamen Erscheinungen und merkwürdigen Vorbedeutungen. A veces es llamado Gespensterbuch, lo que lleva a confusión, puesto que, aunque trata sobre fantasmas y espíritus, no tiene el mismo contenido. Esta obra tuvo un gran éxito, y fue traducida al inglés (Of Ghostes and Spirites walking by Nyght, and of strange noyses, crackes and sundry forewarninges, 1572), al francés (Trois livres des apparitions des esprits, fantosmes, prodiges et accidens merveilleux qui precedent souventesfois la mort de quelque personnage renommé, ou un grand changement és chose de ce monde. Composez par Loys Lavater ministre de l'Église de Zurich, traduits d'alleman en françois, conferez, reveux et augmentez sur le latin. Plus trois questions proposées et resolues par M. Pierre Martyr excellens theologiens lesquelles conviennent à ceste mantiere, traduites aussi de latin en françois ([Genève] : François Perrin) pour Jean Durant, 1571)), al español y al italiano.

## Fantasmagoriana
En 1812, aparece en Francia, sin el nombre de su traductor, la recopilación Fantasmagoriana, compuesta por ocho novelas. El título está inspirado en las Phantasmagoria de Étienne-Gaspard Robert, alias Robertson, célebre en aquellos tiempos por sus espectáculos. Seis de ellos provienen de los dos primeros volúmenes del Gespensterbuch de Schulze y Apel; los demás son de dos autores, Johann Karl August Musäus (1735-1787) y Heinrich Clauren (1771-1854). El traductor es Jean-Baptiste Benoît Eyriès (1767-1846), reconocido geógrafo famoso por su conocimiento de idiomas (hablaba nueve lenguas), que tradujo del inglés y el alemán numerosos relatos de viajes, entre los que se encuentra Voyage en Pologne et en Allemagne, del propio Schulze.
- L'Amour muet [nota 4] (de Stumme Liebe, de Johann Karl August Musäus)
- Portraits de Famille [nota 5] (de Die Bilder der Ahnen, de Apel)
- L'Heure fatale [nota 6] (de Die Verwandtschaft mit der Geisterwelt, de Schulze)
- La Tête de Mort [nota 7] (de Der Todtenkopf, de Apel)
- La Morte Fiancée [nota 8] (de Die Todtenbraut, de Apel)
- Le Revenant [nota 9] (de Der Geist des Verstorbenen, de Schulze)
- La Chambre grise [nota 10] (de Die graue Stube, de Clauren)
- La Chambre noire [nota 11] (de Die schwarze Kammer, de Apel)

En el verano de 1816, un grupo de amigos se instala en una casa del pueblo de Cologny, en las márgenes del Lago Léman: la villa Diodati. Se trata de los poetas Percy Shelley, Byron, John Polidori, de Mary Godwin, que se hacía llamar Mary Shelley, aunque todavía no estaban casados, y de Claire Clermont. El verano es particularmente deprimente, y el grupo se distrae leyendo historias de fantasmas, entre ellas un ejemplar de la Fantasmagoriana. Byron propone a cada uno que escriba una novela de este estilo. Mary redacta, entonces, su primer esbozo de Frankenstein, que Shelley le anima a desarrollar. Polidori redacta El vampiro. Así nacen los primeros elementos mayores de la literatura fantástica moderna. 
En 2011, con este título, se publica una antología de novelas de Percy Shelley, Mary Shelley, Lord Byron, John Polidori y Matthew "Monk" Lewis, que no conservan nada del Gespentersbuch y sus traducciones.
En 2015 se publica, en Éditions Otrante, la primera reedición completa de la edición original de 1812.

## Tales of the Dead (Cuentos de los muertos)
Poco tiempo después de su publicación, la Fantasmagoriana se tradujo al inglés, todavía sin mencionar al traductor, que es también editor de una novela inédita. Se sabe que se trata de Sarah Elizabeth Utterson (1781-1851), de soltera Brown, esposa del editor y bibliófilo Edwards Vernon Utterson (17776-1856). Se incluyeron en ella cuatro novelas de las recopilaciones precedentes, así como una de la misma Sarah Utterson, por no haberle parecido las otras "igualmente interesantes".
- The Family Portraits [nota 12] (de Die Bilder der Ahnen de Apel)
- The Fated Hour [nota 13] (de Die Verwandtschaft puso der Geisterwelt de Schulze)
- The Death's Head [nota 14] (de Der Todtenkopf de Apel)
- The Death-Bride [nota 15] (de Die Todtebraut de Apel)
- The Storm [nota 16] (Utterson)